# 蛇鮈球孢虫
蛇鮈球孢虫（学名：Sphaerospora saurogobii）为球孢科球孢虫属的动物。在中国，分布于四川等，营寄生生活，寄生在蛇鮈的鼻腔、鳃、鳞片。